# Мартыновка (Курская область)
Мартыновка — село в Суджанском районе Курской области. Административный центр Мартыновского сельсовета.

## География
Село находится на реке Смердица (приток Суджи), в 15 км от российско-украинской границы, в 80 км к юго-западу от Курска, в 9 км к северо-востоку от районного центра — города Суджа.
Улицы
В селе улицы: Ближняя Сомовка, Буды, Васькова Гора, Выгон, Дальняя Сомовка, Задний, Зелёная, Молодёжная, Перегоновка, Село, Хуторец, Центр.
Климат
Мартыновка, как и весь район, расположена в поясе умеренно континентального климата с тёплым летом и относительно тёплой зимой (Dfb в классификации Кёппена).
| Показатель                                                                   | Янв. | Фев. | Март | Апр. | Май  | Июнь | Июль | Авг. | Сен. | Окт. | Нояб. | Дек. | Год  |
| ---------------------------------------------------------------------------- | ---- | ---- | ---- | ---- | ---- | ---- | ---- | ---- | ---- | ---- | ----- | ---- | ---- |
| Средний суточный максимум, °C                                                | −3,5 | −2,4 | 3,7  | 13,5 | 19,8 | 23,1 | 25,6 | 25   | 18,6 | 11   | 3,9   | −0,7 | 11,5 |
| Средняя температура, °C                                                      | −5,6 | −5   | −0   | 8,7  | 15,1 | 18,8 | 21,2 | 20,4 | 14,4 | 7,6  | 1,6   | −2,7 | 7,9  |
| Средний суточный минимум, °C                                                 | −8,1 | −8,1 | −4,1 | 3,2  | 9,5  | 13,4 | 16,1 | 15,2 | 10,1 | 4,3  | −0,7  | −4,8 | 3,8  |
| Норма осадков, мм                                                            | 50   | 43   | 48   | 49   | 62   | 68   | 73   | 51   | 55   | 55   | 46    | 48   | 648  |
| Источник: Погода по месяцам c ru.climate-data.org(дата обращения: Июль 2021) |      |      |      |      |      |      |      |      |      |      |       |      |      |

## История
В начале августа 2024 года, село было оккупировано вооружёнными силами Украины. 10 августа 2024 года, село освобождено ВС РФ. 11 августа 2024 года появились сообщение о повторном занятии села ВСУ. 8 марта 2025 года село вновь перешло под контроль ВС РФ в ходе масштабного наступления российских войск в Курской области.

## Население
| 2002 | 2010 |
| ---- | ---- |
| 700  | ↘687 |

## Инфраструктура
Личное подсобное хозяйство. Школа. Сельская администрация. Кладбище. В селе 273 дома.

## Транспорт
Мартыновка находится на автодороге регионального значения 38К-004 (Дьяконово — Суджа — граница с Украиной, в 5,5 км от автодороги 38К-028 (Обоянь — Суджа), на автодорогах межмуниципального значения 38Н-092 (38К-004 — Мартыновка) и 38Н-093 (38К-004 — Михайловка), в 5,5 км от ближайшей ж/д станции Суджа (линия Льгов I — Подкосылев). Остановка общественного транспорта.
В 109 км от аэропорта имени В. Г. Шухова (недалеко от Белгорода).